# Extracție dentară
O extracție dentară presupune îndepărtarea dintelui din alveola dentară, care este situată în osul alveolar. Extracțiile sunt realizate pentru o varietate de motive, dar cel mai frecvent, se extrag dinții care devin irecuperabili din cauza cariilor dentare, a bolii parodontale sau a unui traumatism dentar, în special când sunt asociate și cu dureri. Câteodată, molarii de minte incluși determină infecții recurente ale gingiei (pericoronarită), și poate fi extras când alte tratamente conservative au eșeuat (igienizarea, antibioticele și decapușonările). În ortodonție, dacă dinții sunt înghesuiți, dinții sănătoși pot fi extrași pentru a crea spațiul necesar celorlalți dinți rămași pe arcadă.

## Procedura
Extracțiile pot fi clasificate în chirurgicale și nechirurgicale (simple), în funcție de tipul dintelui care urmează a fi extras și alți factori.

### Evaluarea și investigațiile speciale
Ar trebui efectuată o anamneză detaliată pentru a afla istoricul durerii dintelui, istoricul medical al pacientului și istoricul extracțiilor dificile anterioare. Dintele trebuie evaluat clinic, adică verificat vizual de către medicul dentist. Radiografiile pre-extracționale nu sunt întotdeauna necesare, dar sunt adesea efectuate pentru a confirma diagnosticul și, prin urmare, planul de tratament adecvat. Radiografiile ajută, de asemenea, la vizualizarea formei și dimensiunii rădăcinilor, care sunt informații folositoare în planificarea extracției. Toate aceste informații îl vor ajuta pe medicul dentist să prevadă orice dificultăți și, prin urmare, să se pregătească în mod corespunzător.

### Obținerea consimțământului pacientului
În vederea obținerii permisunii pacientului pentru realizarea extracției dintelui, medicul dentist ar trebui să explice acestuia și alte opțiuni de tratament valabile, ce presupune extracția dentară, precum și riscurile potențiale ale procedurii, pe lânga avantajele acesteia.  Procesul de obținere a consimțământului ar trebui să fie documentat în fișa pacientului.

### Administrarea anesteziei locale
Înainte de extracția dintelui, medicul dentist va realiza o anestezie locală pentru a se asigura că dintele și țesuturile înconjurătoare sunt amorțite înainte de a începe extracția. Sunt mai multe tehnici prin care dintele poate fi anesteziat, printre care includem:
- Anestezia	prin infiltrație – injecția conținând anestezic este	administrată în țesutul din apropierea vârfului rădăcinii	dintelui care urmează a fi extras. Acest lucru permite	anestezicului local să penetreze prin os, ajungând eventual la	terminațiile nervoase ale dintelui care va fi extras.
- Anestezia	aplicată prin injectare în apropierea unui ram nervos. De exemplu,	anestezia nervului alveolar inferior poate fi folosită pentru toți	dinții inferiori.

Două dintre cele mai folosite anestezii locale în Marea Britanie sunt lidocaina și articaina. Înainte de injectare, anestezia topică tip gel sau cremă, cum ar fi lidocaina sau benzocaina, poate fi aplicată la nivelul țesutului unde urmează a fi injectat anestezicul, pentru a amorți zona pe câtiva mm adâncime. Acest lucru ar trebui să reducă disconfortul resimțit în timpul injecției și poate ajuta și la scăderea anxietății pacientului.

### Extracția dintelui
Cleștii pentru extracție sunt comun utilizați pentru extracția dinților. Cleștii în diferite forme sunt valabili în funcție de dintele care necesită a fi extras, ce parte a arcadei (stânga sau dreapta) și dacă este la maxilar sau mandibulă. Fălcile cleștelui trebuie să fie fixate la nivelul rădăcinilor dinților în siguranță înainte de a aplica presiune în axul lung al dintelui.
Diferite mișcări ale cleștelui pot fi efectuate pentru a extrage dintele. În general, menținând presiunea în jos, se încearcă deplasarea dintelui spre partea bucală, iar ulterior în direcția opusă (palatinal sau lingual) pentru a mobiliza dintele din alveola sa. Pentru dinții cu o singură rădăcină, conică, cum sunt incisivii, mișcările de rotație pot fi utilizate. “O figura din opt” mișcări poate fi realizată pentru a extrage molarii inferiori.
Elevatoarele dentare pot fi folosite pentru a ajuta la extracția dinților. Tipuri diferite sunt valabile care au variate forme. Partea lor terminală activă, este creată pentru a pătrunde în spațiul dintre dinte și osul alveolei. Mișcările de rotație sunt realizate pentru a disloca dintele din alveola sa. Un alt instrument asemănător, dar mai ascuțit care poate fi utilizat este luxatorul; acest instrument trebuie folosit fără presiune mare și cu grijă pentru a secționa ligamentele dintre dinte și alveola dentară.

### Realizarea hemostazei
Mușcarea unei bucăți de tifon steril la nivelul alveolei post-extracționale va asigura o presiune fermă asupra rănii. În mod normal, acest lucru este suficient pentru a opri orice sângerare și va promova formarea cheagurilor de sânge la baza alveolei.
Sursa oricărei sângerări poate fi fie din țesuturile moi (gingie și mucoasa) fie din țesutul dur (osul alveolar). Sângerarea țesuturilor moi poate fi controlată prin mai multe mijloace, inclusiv suturarea plăgii (cusături) și/sau utilizarea agenților chimici precum acidul tranexamic, sulfatul feric și nitratul de argint. Sângerarea osoasă poate fi oprită utilizând tifon hemostatic și ceară hemostatică (bonewax). Alte mijloace de realizare a hemostazei includ electrocauterizarea.

### Oferirea de instrucțiuni postoperatorii
Instrucțiunile postoperatorii trebuie date unui pacient după o extracție pentru a preveni sângerarea ulterioară a alveolei și infecția. Sfaturile enumerate mai jos sunt de obicei date verbal și în formă scrisă;
- evitați	clătirea gurii timp de 24 de ore pentru a preveni dislocarea	cheagului de sânge
- evitați	fumatul timp de 24 de ore pentru a reduce riscul de infecție sau	dezvoltarea unei alveolite uscate
- evitați	efectuarea de exerciții intense
- după	ce au trecut 24 de ore se folosesc ape de gură sărate și călduțe	mai ales după mese pentru a menține plaga curată
- dacă	alveola începe să sângereze se va mușcă un tifon sau o batistă	curată timp de aproximativ 20 de minute, dacă sângerarea	continuă, se solicită ajutor medical

Este o bună practică să oferiți detalii de contact pentru un ajutor viitor și îngrijire în afara orelor de program, mai ales dacă sângerarea nu poate fi controlată în limita capacității pacientului.

## Cauze

### Medicale/dentare
- Leziuni	carioase severe sau infecții (abcese alveolare acute sau cronice,	cum este abcesul periapical – o colecție de puroi infectat, care	se formează la vârful rădăcinii unui dinte). Cu toate că	prevalența în lume a cariilor dentare s-a redus, este în	continuare cea mai comună cauză a extracțiilor dentare,	reprezentând până la două treimi din extracții.
- Boli	gingivale severe, care pot afecta suportul țesuturilor și	structura osului dentar.
- Tratamentul	simptomatic al molarilor de minte incluși, de exemplu cei asociați	cu pericoronarite, carii profunde sau chisturi.
- Îndepărtarea	profilactică a molarilor de minte asimptomatici. Din punct de	vedere istoric, mulți molari de minte asimptomatici au fost	extrași, cu toate acestea, atât autoritățile sanitare americane,	cât și britanice oferă acum îndrumări cu privire la indicația	pentru extracția acestui molar. Asociația Americană de Sănătate	Publică, de exemplu, a adoptat o politică, “Opposition	to Profilactic Removal of Third Molari (Wesdom Teeth)”, din cauza	numărului mare de leziuni rezultate din extracții inutile.
- Dinți	supranumerari care blochează alți dinți din erupție.
- Dinți	suplimentari sau malformați
- Dinți	fracturați
- Cosmetic:	extracția dintelui datorită aspectului neplăcut, care nu mai	poate fi restaurat.
- Dinți	localizați în linia de fractură a osului mandibular.
- Dinți	care nu pot fi restaurați endodontic.
- Proteze;	dinți care împiedică adaptarea protezei sau afectează aspectul	acestora.
- Radioterapia	capului și gâtului, pentru tratarea și/sau gestionarea tumorilor,	poate necesita extracția dinților, fie înainte, fie după	tratamentele cu radiații.
- Cost	mai mic, comparativ cu alte tratamente.
- Extracție	inutilă din punct de vedere medical ca formă de tortură fizică.
- Cândva,	a fost o practică comună îndepărtarea dinților frontali ai	pacienților psihiatrici instituționalizați care aveau antecedente	de a mușca.

### Ortodontice
- În	prepararea pentru tratamentul ortodontic. Extracțiile sunt comun	necesare înainte de instituirea tratamentului ortodontic pentru a	crea spațiul necesar pentru a dinții înghesuiți să se	poziționeze corect. Premolarii sunt cei mai extrași dinți pentru	acest scop.

### Estetice
- Cosmetic:	extracția dintelui datorită aspectului neplăcut, care nu mai	poate fi restaurat.

## Tipuri
Extracțiile sunt adesea clasificate ca „simple” sau „chirurgicale”.
Extracțiile simple sunt efectuate pe dinții care sunt vizibili în cavitatea bucală, de obicei cu pacientul sub anestezie locală, și necesită doar utilizarea instrumentelor pentru desprindere ligamentelor și/sau prinderea porțiunii vizibile a dintelui. În mod obișnuit, dintele este desprins cu ajutorul unui elevator, iar cu ajutorul cleștelui dentar se efectuează mișcări specifice ale dinților (de exemplu, balansarea dintelui înainte și înapoi). Odată ce ligamentul parodontal este rupt și osul alveolar de susținere a fost lărgit adecvat, dintele poate fi extras. De obicei, atunci când dinții sunt îndepărtați cu clești, se aplică o presiune lentă și constantă cu o forță controlată.
Extracțiile chirurgicale implică dinți care nu pot fi accesați sau îndepărtați cu ușurință prin simplă extracție, de exemplu pentru că s-au fracturat sub rebordul gingival sau pentru că nu au erupt complet, cum ar fi un molar de minte inclus. Extracțiile chirurgicale necesită aproape întotdeauna o incizie. Într-o extracție chirurgicală, medicul dentist poate eleva țesuturile moi care acoperă dintele și osul și poate, de asemenea, îndepărta o parte din osul maxilarului de deasupra și/sau din jur cu o freză sau, mai rar, cu un instrument numit osteotom. Frecvent, dintele poate fi secționat în mai multe bucăți pentru a facilita extracția acestuia.
Riscurile comune după orice extracție includ durere, tumefiere, sângerare, echimoze, infecție, trismus (o limitarea a deschiderii gurii față de normal) și alveolita uscată. Există riscuri suplimentare asociate cu extracția chirurgicală a molarilor de minte în special: afectarea permanentă sau temporară a nervului alveolar inferior +/- nervul lingual, care provoacă anestezierea permanentă sau temporară, furnicături sau senzație alterată la nivelul buzei, bărbiei +/- limbii.

## Procedura chirurgicală
1. Inciziile	sunt făcute în toată grosimea prin mucoasă și periost până la os. În general, lamboul este extins de la un dinte vecin mezial și	unul distal de dintele implicat, incluzând și papila interdentară.
2. Se	face o incizie anterioară de degajare care se extinde în jos în	sulcus. Acest design al lamboului se numește cu „două fețe”.	Un lambou „cu trei fețe” include o incizie suplimentară de	degajare posterior.
3. Lamboul	este ridicat folosind elevatorul periostal pentru a expune zona de	interes.
4. Lamboul	este menținut în poziția dorită cu un instrument, depărtatorul	de lambou.
5. Un	mic șanț este realizat cu o freză în jurul dintelui pentru a	face facilita pătrunderea instrumentelor în contact cu rădăcina	dintelui. Este important ca o cantitate mare de soluție salină să	fie utilizată pentru a răci osul în timpul acestui proces.
6. Dintele	în cauză poate fi extras folosind o combinație de luxatoare,	elevatoare și clești de extracție.
7. Orice	os ascuțit este netezit și rana este irigată cu ser fiziologic.
8. Lamboul	este repoziționat și suturat în poziția inițială.

### Considerații pre-extracționale
Utilizarea de anticoagulante/antiplachetare
Anticoagulantele sunt medicamente care interferă cu cascada de coagulare. Antiplachetarele sunt medicamente care interferă cu agregarea plachetară. Aceste medicamente sunt prescrise în condiții/ situații medicale specifice pentru a reduce riscul unui eveniment tromboembolic. Cu acesta, poate apărea o creștere a riscului de sângerare. Din punct de vedere istoric, anticoagulantul warfarină (care aparține grupului de medicamente numite cumarine) și antiplachetarele, cum ar fi aspirina sau clopidogrelul, au fost prescrise în mod obișnuit în aceste circumstanțe. Cu toate acestea, deși aceste medicamente sunt încă utilizate, antiplachetarele (de exemplu, ticagrelor) și anticoagulantele mai noi (de exemplu, rivaroxaban, apixaban și dabigatran) sunt utilizate mai frecvent. Atunci când se ia în considerare tratamentul stomatologic (inclusiv extracțiile dentare), trebuie să se urmeze diferite îndrumări/precauții în funcție de medicamentul prescris și de circumstanțele individuale ale pacientului.
Prescrierea antibioticelor
Circumstanțele individuale ale pacienților ar trebui evaluate înainte de utilizarea antibioticelor pentru a reduce riscurile anumitor complicații post-extracționale. Există dovezi care arată că utilizarea antibioticelor înainte și/sau după extracția molarilor de minte incluși, scade riscul de infecție cu 66%, și scade incidența alveolitei uscate cu o treime. Pentru fiecare 19 oameni care sunt tratați cu antibiotic după extracția unui molar de minte inclus, o infecție este prevenită. Utilizarea antibioticelor nu pare să aibă un efect direct asupra manifestărilor febrile, a tumefacțiilor sau a trismusului la 7 zile post-extracție. În evaluarea Cochrane din 2021, 23 de experimente randomizate cu control dublu-orb au fost analizate și, după ce s-a luat în considerare riscul de părtinire asociat cu aceste studii, s-a concluzionat că există dovezi generale moderate care susțin utilizarea de rutină a antibioticelor în practică pentru a reduce riscul de infecție în urma extracției molarului 3. Există în continuare îngrijorări rezonabile cu privire la posibilitatea efectelor adverse a utilizării nediscriminatorii la pacienți. Există, de asemenea, preocupări cu privire la dezvoltarea unei rezistențe la antibiotic, ceea ce presupune neutilizarea antibioticelor profilactice în practică. Prin urmare, având în vedere că riscurile antibioticelor trebuie să fie puse în balanță cu posibilele efecte secundare/efecte adverse, antibioticele nu sunt prescrise în mod obișnuit înainte sau după o extracție dentară.
Evaluarea riscului de leziuni nervoase
Nervul alveolar inferior (IAN), o ramură a nervului trigemen (nervul cranian V), este un nerv care trece prin mandibulă (maxilarul inferior) și furnizează sensibilitate tuturor dinților inferiori, buzei și bărbiei. Dinții inferiori, și în special molarii de minte inferiori, pot fi, prin urmare, în imediata apropiere a acestui nerv. Deteriorarea nervului alveolar inferior reprezintă un risc al extracției molarilor de minte inferiori (și al altor intervenții chirurgicale la mandibulă), ceea ce înseamnă că există un risc de anesteziere temporară sau permanentă sau de alterare a sensibilității la nivelul buzei +/- bărbiei pe partea în care are loc intervenția chirurgicală. Prin urmare, pentru a determina acest risc și pentru a informa pacientul, poziția nervului alveolar inferior în raport cu o măsea de minte inferioară trebuie evaluată radiografic înainte de extracție.
Proximitatea rădăcinii față de canal poate fi evaluată radiologic și există mai mulți factori care pot indica un risc ridicat de afectare a nervului:
- Opacitatea	rădăcinii dintelui acolo unde aceasta traversează canalul
- Devierea	canalului
- Îngustarea	rădăcinilor
- Pierderea	laminei dura a canalului
- Zona	juxta-apicală: o radiotransparență asociată cu rădăcina	dintelui care nu este cauzată de o infecție periapicală

Nervul lingual poate fi, de asemenea, afectat (temporar sau permanent) în timpul intervențiilor chirurgicale la nivelul mandibulei, în special în timpul extracției molarilor de minte inferiori. Acest lucru s-ar prezenta ca o anesteziere temporară sau permanentă/alterare a senzației/alterare a gustului la nivelul unei părți a limbii (partea corespunzătoare intervenției chirurgicale).

### Vindecarea post-extracție
Gestionarea imediată
Imediat după extracția dintelui, sângerarea apare foarte frecvent. Pacientul va aplica presiune la acel nivel prin mușcarea unei comprese, iar un tromb se va forma la nivelul alveolei (răspuns hemostatic). Măsuri hemostatice frecvent utilizate includ presiuni locale prin aplicarea unui tifon, utilizarea celulozei oxidate (gelfoam) și a unui sigilant cu fibrină. Medicii stomatologi au, de obicei, tifoane absorbante, materiale hemostatice (celuloză oxidată, burețel din colagen) și un kit de sutură disponibil. Uneori, 30 de minute de presiune continuă este indicată pentru a opri sângerarea în totalitate.
Complicații
Vorbirea, care deplasează mandibula și, prin urmare, înlătură presiunea aplicată pe alveolă, în loc să mențină o presiune constantă, este un motiv foarte frecvent pentru care sângerarea poate să nu se oprească.
Coagulopatiile (tulburări de coagulare, de exemplu hemofilia) sunt uneori descoperite pentru prima dată dacă o persoană nu a mai avut nicio altă intervenție chirurgicală în viața sa, dar acest lucru este rar. Uneori, cheagul de sânge poate fi dislocat, declanșând o sângerare suplimentară și formarea unui nou cheag de sânge sau poate determina o alveolită uscată. Unii chirurgi specializați în sfera orală, răzuiesc în mod obișnuit pereții alveolei pentru a încuraja sângerarea, în speranța că acest lucru va reduce șansele de apariție a alveolitei uscate, dar nu există dovezi că această practică funcționează.
Cea mai gravă complicație de vindecare post-extracțională este acea vindecare lentă sau stopată cauzată de efectele adverse ale utilizării de bifosfonați care pot cauza osteonecroză.
Procesul de vindecare
Șansa unor sângerări ulterioare se reduce pe măsură ce procesul de vindecare avansează, și este puțin probabil să mai apară după 24 de ore. Cheagul de sânge este acoperit de celule epiteliale care proliferează din mucoasa gingivală a marginilor alveolei, durând aproximativ 10 zile pentru ca defectul să fie acoperit în totalitate. În cheag, neutrofilele și macrofagele sunt implicate ca într-un răspuns inflamator. Urmează faza proliferativă și de sinteză, caracterizată prin proliferarea în osul alveolar a celulelor osteogene din măduva osoasă adiacentă. Formarea osoasă începe după aproximativ 10 zile de la momentul în care dintele a fost extras. După 10-12 săptămâni, conturul alveolei nu mai este vizibil pe o imagine radiologică. Osul se remodelează pe măsură ce alveola se adaptează la starea de edentație care apare într-un timp mai lung, în timp ce procesul alveolar se resoarbe ușor. În cazul dinților posteriori maxilari, gradul de pneumatizare a sinusului maxilar poate crește, de asemenea, pe măsură ce podeaua antrală se remodelează.

### Sângerarea post-extracțională
Sângerarea post-extracțională este acea sângerare care apare la 8-12 ore după ce dintele a fost extras.
Factori
Factori variați contribuie la sângerarea post-extracțională:
Factori locali
- Dilacerarea	vaselor de sânge
- Sângerarea	osoasă din canalele nutritive/vasele centrale
- Inflamația
- Infecția
- Extracția	traumatică
- Eșecul	pacientului în a urmări instrucțiunile post-extracție

Factori sistemici
- Probleme	plachetare
- Tulburări	de coagulare/ fibrinoliză excesivă
- Afecțiuni	moștenite/induse de medicamente

Tipuri de sângerare
1. Sângerare	primară prelungită

Acest tip de sângerare apare în timpul/ imediat după extracție, deoarece hemostaza nu a fost obținută. Este de obicei controlată prin tehnici covenționale, cum ar fi aplicarea presiunii prin comprese sau utilizarea unor agenți hemostatici pe rană.
1. Sângerarea	reacționară

Acest tip de sângerare începe la 2-3 ore după extracția dentară, ca un rezultat al opririi vasoconstricției. O intervenție sistemică poate fi necesară.
1. Sângerarea	secundară

Acest tip de sângerare apare, de obicei, la 7-10 zile de la extracție, și rezultă cel mai probabil din cauza unei infecții care a distrus cheagul de sânge sau a ulcerației vaselor locale.
Intervenții
Nu există dovezi clare din studiile clinice care să compare efectele diferitelor intervenții pentru tratamentul sângerării post-extracționale. Având în vedere lipsa unor dovezi fiabile, medicii trebuie să se folosească de experiența lor clinică pentru a determina cele mai potrivite mijloace de tratare a acestei afecțiuni, în funcție de factorii legați de pacient. Atunci când un medic stomatolog decide cum să controleze sângerarea post-extracțională, trebuie să ia în considerare mulți alți factori:
- Zona	chirugicală
- Locul	sângerării
- Dimensiunea	plăgii
- Amploarea	sângerării
- Accesibilitatea	la locul sângerării
- Timpul	de sângerare

Dacă la pacientul examinat, presiunea artrială este sub 100/60 și bătaile inimii peste 100bpm, un șoc hipovolemic ar trebui suspectat și pacientul ar trebui trimis la spital pentru o transfuzie de sânge.
Intervențiile realizate în cazul sângerării post-extracționale pot fi clasificate în două grupe principale:
Intervenții locale
1. Intervenții	chirurgicale

- Implică	sutura locului sângerării. Suturile ajută la închiderea alveolei	și aducerea țesutului gingival în contact. Se recomandă atât	suturile orizontale, cât și cele întrerupte.
- Dacă	sângerarea este secundar unei traume la nivelul vaselor de sânge,	pacientul poate avea nevoie de spitalizare, deoarece vasele mari pot	necesita ligaturare, iar cele mici cauterizare.

1. Măsuri	hemostatice nechirurgicale

- Implică	utilizarea medicamentelor, a sigilanților, adezivilor, agenților	absorbanți, biologici și o combinație de produse.

1. Combinația	ambelor grupe

- Un	supliment hemostatic resorbabil, cum este buretele din oxid de	celuloză sau din colagen, pe lângă suturare, sunt recomandate	atunci când sursa sângerării provine de la osul care mărginește	alveola.
- O	tabletă de acid tranexamic de 500 mg poate fi zdrobită și	amestecată cu 20-25 ml de apă și poate fi utilizată în	clătirile orale. Este o măsură temporară pentru a opri	sângerările intraorale.

Intervențiile sistemice
Acestea sunt importante pentru pacienții care au o cauză sistemică a sângerării. În mod obișnuit, hemostaticele locale nu funcționează bine în a limita sângerare deoarece rezultă doar o întrerupere temporară a sângerării. Antibioticele pot fi prescrise pentru a controla orice sângerare asociată cu o infecție care se răspândește.

### Complicații
- Infecție:	medicul dentist poate opta pentru prescrierea unor antibiotice pre	și/sau post-intervenție dacă acesta consideră că  pacientul	prezintă un risc de infecție.
- Sângerarea	prelungită: medicul dentist are o varietate de mijloace pentru	abordarea sângerării, totuși, cantități mici de sânge	amestecat cu salivă după o extractie dentara sunt normale, chiar și după	72 de ore de la extracție. De obicei, însă, sângerarea se	oprește aproape complet în mai puțin de 8 ore de la extracție,	cu mici cantități de sânge combinat cu salivă. Un tifon	compresiv va reduce semnificativ sângerarea la o perioadă de	câteva ore.
- Tumefierea:	De obicei este dictată de numărul de intervenții realizate pentru	a extrage un dinte. În mod uzual, când un lambou trebuie ridicat,	o tumefiere minoră spre moderată poate apărea. Un lambou de țesut	moale incizat incorect, de exemplu, unde periostul este brutal	îndepărtat în loc să fie ridicat ușor, va crește posibilitatea	tumefierii. Similar,când osul trebuie îndepărtat prin utilizarea	unei freze, mărirea tumefierii este probabil să apară.
- Echimoze:	echimozele (vânătăile) pot apărea ca o complicație după	extracția dinților. Acestea sunt mai frecvente la persoanele în	vârstă sau la persoanele care urmează un tratament cu aspirină	sau cu steroizi. Poate dura câteva săptămâni până când	echimozele dispar complet.
- Expunerea	sinusurilor și comunicarea oro-antrală: Acest lucru poate apărea	la extracția molarilor superiori (și, la unii pacienți, la	premolarii superiori). Sinusul maxilar este poziționat direct	deasupra rădăcinilor molarilor și premolarilor maxilari. Există	o podea osoasă a sinusului, care desparte alveola dentară de	sinusul propriu-zis. Acest os poate varia de la gros la subțire, de	la un dinte la altul, de la un pacient la altul. În unele cazuri	este absent și rădăcina se află, de fapt, în sinus. Alteori,	acest os poate fi îndepărtat odată cu dintele sau poate fi	perforat în timpul extracției chirurgicale. Medicii stomatologi	menționează acest risc pacienților, bazându-se pe evaluarea	radiografiilor care arată relația dintre dinte și sinus.	Cavitatea sinusală este căptușită cu o membrană numită	membrana Schneideriană, care poate sau nu fi perforată. Dacă	această membrană este vizibilă dupa o extracție, dar rămâne	intactă, o „expunere a sinusului” are loc. Dacă membrana este	perforată, se discută despre o “comunicare	sinusală”. Aceste 2 situații sunt tratate diferit. În cazul	unei comunicări sinusale, medicul dentist poate decide temporizarea	cu vindecarea spontană a acesteia sau poate fi necesară o	intervenție chirurgicală pentru a realiza o închidere primară,	depinzând de mărimea deschiderii și de probabilitatea de	vindecare a pacientului. În ambele cazuri, un material resorbabil	numit "gelfoam" este plasat de obicei în locul extracției	pentru a promova coagularea și a servi drept bază pentru	acumularea țesutului de granulație. Pacienților li se prescriu de	obicei antibiotice care acoperă flora bacteriană sinusală,	decongestionante și instrucțiuni atente pe care trebuie să le	urmeze în timpul perioadei de vindecare.
- Leziuni	nervoase: Aceasta este în primul rând o problemă în cazul	extracției celui de-al treilea molar, dar poate apărea la	extracția oricărui dinte, dacă nervul se află în apropierea	zonei chirurgicale. Doi nervi sunt de obicei problematici și se	găsesc bilateral (unul stâng și unul drept): 1. nervul alveolar	inferior, care intră în mandibulă la nivelul foramenului	mandibular și iese din mandibulă pe părțile laterale ale	mentonului din gaura mentonieră. Acest nerv furnizează senzația	pentru dinții inferiori din jumătatea dreaptă sau stângă a	arcadei dentare, precum și sensibilitatea pentru jumătatea dreaptă	sau stângă a bărbiei și a buzei inferioare. 2. Nervul lingual	(unul drept și unul stâng), care se ramifică din ramurile	mandibulare ale nervului trigemen și se extinde chiar în	interiorul osului maxilar, intrând în limbă și furnizând simțul	gustativ și sensibiliteatea jumătății drepte și stângi a celor	2/3 anterioare ale limbii, precum și gingiei de pe partea linguală	(adică gingia de pe suprafața interioară a arcadei dentare).	Astfel de leziuni pot apărea în timpul extracției dinților (de	obicei alveolar inferior), dar cel mai frecvent sunt cauzate de	deteriorarea involuntară cu o freză chirurgicală. Astfel de	leziuni sunt rare și sunt, de obicei, temporare, dar, în funcție	de tipul de leziune (de exemplu, clasificarea Seddon: neuropraxie,	axonotmesis și neurotmesis), pot fi prelungite sau chiar	permanente.
- Deplasarea	dintelui sau a unei părți din acesta în sinusul maxilar (doar la	dinții superiori). În astfel de cazuri, dintele sau fragmentele	din acesta trebuie neapărat îndepărtate. În anumite cazuri,	cavitatea sinusului poate fi irigată cu soluție salină (lavaj	antral), iar fragmentul dentar poate fi deplasat înapoi aproape de	poziția inițială și îndepărtat. În alte situații, o	fereastră trebuie realizată în sinus, în fosa canină – o	procedură numită "Caldwell-Luc".
- Alveolita	uscată (osteita alveolară) este un fenomen dureros care apare cel	mai comun la câteva zile după extracția molarului de minte	inferior. De obicei apare când cheagul de sânge format la nivelul	alveolei post-extracționale, este dislocat. Cel mai probabil,	osteita aveolară este un fenomen de inflamație dureroasă la	nivelul alveolei dentare goale, din cauza aportului relative slab de	sânge în această zonă a mandibulei ( ceea ce explică de ce	alveolita uscată apare mai rar în alte zone ale maxilarului). Osul	alveolar inflamat, neprotejat și expus la mediul oral după	extracția dentară, poate retenționa resturi alimentare. Alveola	uscată cauzează de obicei o creștere bruscă și violentă a	durerii care începe la 2-5 zile după extracția unui molar	mandibular, cel mai frecvent al treilea molar. Acest lucru este	adesea extrem de neplăcut pentru pacient; singurul simptom al	alveolitei uscate este durerea, care adesea radiază în sus și în	jos, la nivelul extremității cefalice și pe gât. Osteita	alveolară nu este o infecție și nu este direct asociată cu	tumefierea, deoarece apare în întregime în interiorul osului -	este un fenomen de inflamație, în interiorul mucoasei osoase, a	unei alveole dentare goale. Pentru că alveolita uscată nu este o	infecție, utilizarea antibioticelor nu are niciun efect asupra	ratei sale de apariție. Există unele dovezi care indică clătirea	cu clorhexidină înainte sau după extracție sau aplicarea de gel	cu clorhexidină în alveolele dinților extrași pentru un	beneficiu în prevenirea alveolitei uscate, dar trebuie luate în	considerare potențialele efecte adverse ale clorhexidinei. Factorul	de risc pentru osteita alveolară poate crește dramatic odată cu	fumatul după o extracție.
- Fragmente	osoase: În special atunci când este vorba de extracția molarilor,	nu este neobișnuit ca oasele care susțineau anterior dintele să	se deplaseze și, în unele cazuri, să străpungă gingiile,	prezentând margini ascuțite proeminente care pot irita limba și	provoca disconfort. Acest lucru se distinge de un fenomen similar,	în care, fragmente rupte de os sau dinte rămase în urma	extracției pot, de asemenea, să iasă prin gingii. În acest ultim	caz, fragmentele vor ieși, de obicei, singure. În primul caz,	proeminențele pot fi fie tăiate de către dentist, fie, în cele	din urmă, osul expus se va eroda singur.
- Trismus:	Trismusul afectează funcțiile cavității bucale prin	restricționarea deschiderii gurii. Un studiu clinic dublu orb a	fost realizat pentru a testa efectul a două medicamente diferite	asupra trismusului post-extracție. Pacienții care au primit un	corticosteroid prin perfuzie au avut un nivel de trismus din punct	de vedere statistic semnificativ mai mic în comparație cu	pacienții care au primit un antiinflamator nesteroidian prin	perfuzie sau niciun medicament.
- Pierdea	dintelui: Dacă un dinte extras alunecă din clește, acesta poate	fi inhalat sau înghițit. Pacientul poate fi conștient de	înghițirea acestuia sau începe a tuși, ceea ce sugerează	inhalarea acestuia. Pacientul trebuie să efectueze o radiografie	toracală, dacă dintele nu poate fi observat. Dacă dintele a fost	înghițit, nu este necesară vreo acțiune, deoarece acesta	străbate traseul alimentelor fară nici o complicație. Dar, dacă	dintele a fost inhalat, o operație urgentă este necesară pentru	a-l recupera din căile respiratorii sau plămâni înainte să	cauzeze complicații serioase, cum ar fi pneumonia sau un abces	pulmonar.
- Luxația	dintelui adiacent: Aplicarea forței în timpul procedurii de	extracție trebuie să se limiteze strict la dintele care necesită	extracția. Cele mai multe cazuri de proceduri chirurgicale de	extracție necesită ca forțele să fie deviate de la dintele în	sine către zone precum osul din jurul dintelui pentru a asigura o	îndepărtare adecvată a osului înainte de a continua procedura de	extracție. Oricum ar fi, forțele aplicate de diverse instrumente	în timpul unei proceduri chirurgicale atât simple, cât și	complicate, pot slăbi dinții prezenți atât în fața, cât și	în spatele dintelui, în funcție de direcția de impact și de	locația forței aplicate, iar acest lucru se întâmplă numai dacă	forțele sunt deviate de la dintele propriu-zis care necesită	extracție. Astfel de forțe dăunătoare pot slăbi ancorarea	dinților adiacenți din interiorul alveolei lor osoase și, prin	urmare, pot duce la mobilizarea acestora.
- Extracția	dintelui greșit. Diagnosticul incorect, morfologia alterată a	dintelui, o examinare clinică deficitară, un istoric precar al	pacientului, nedetectarea/nemenționarea extracțiilor anterioare	pot predispune medicul să considere că alt dinte necesită a fi	extras, toate acestea sunt câteva din cauzele extracției dintelui	greșit.
- Osteonecroza:	osteonecroza maxilarelor este o distrucție lentă a osului de la	nivelul zonei unde a avut loc extracția dentară. Pentru a înțelege	relația dintre osteonecroza maxilarului și utilizarea anterioară	a medicamentelor cu bifosfonați, care sunt prescrise în mod	obișnuit pentru tratarea osteoporozei, a fost utilizat un studiu de	control de caz cu 191 de cazuri și 573 de controale. Toți	participanții aveau peste 40 de ani, majoritatea de sex feminin, și	luaseră bifosfonați timp de șase luni sau mai mult. Prezența	osteonecrozei maxilarului a fost raportată prin diagnosticarea	anterioară de către medicii dentiști a dosarelor medicale ale	pacienților participanți și ale pacienților de control.	Rapoartele au arătat că femeile care utilizează bifosfonați de	mai mult de doi ani au de zece ori mai multe șanse de a suferi de	osteonecroză a maxilarului, în timp ce femeile care au luat	bifosfonați timp de mai puțin de doi ani au de patru ori mai multe	șanse de a suferi de osteonecroză a maxilarului în comparație cu	femeile care nu luau bifosfonați. Prin urmare, este extrem de	important să raportați toate medicamentele utilizate medicului	dentist înainte de o extracție, astfel încât osteonecroza să	poată fi evitată.

### Gestionarea post-extracțională
Managementul durerii
Multe medicamente sunt valabile pentru gestionarea durerii după extracția celui de-al treilea molar, inluzând antiinflamatorii nesteroidiene, paracetamol și opioide. Deși toate au eficacitatea lor în ceea ce privește reducerea durerii, acestea au, de asemenea, efecte adverse. Conform a doi doctori, combinația dintre ibuprofen și paracetamol are cea mai mare eficacitate în reducerea durerii și a inflamației cu cele mai puține efecte adverse apărute. A lua unul dintre aceste medicamente sau combinații ale acestora poate fi contraindicat la cei care au anumite probleme medicale. De exemplu, administrarea de ibuprofen sau oricare alt AINS în cobinație cu wafarina poate fi dăunător. De asemenea, utilizarea prelungită a ibuprofenului sau paracetamolului prezintă riscuri gastrointestinale sau cardiovasculare. Există dovezi bine documentate că ibuprofenul este superior paracetamolului în gestionarea durerii postoperatorii.
Conservarea alveolei dentare
Conservarea alveolei sau conservarea crestei alveolare este o procedură de reducere a pierderii osoase după extracția dentară pentru a păstra alveola dentară în osul alveolar. În momentul extracției, la nivelul plăgii se plasează o membrană de fibrină bogată în trombocite (PRF) care conține elemente care favorizează creșterea osoasă sau se plasează un material de grefă în alveola dintelui extras. Alveolele sunt apoi închise direct cu fire de sutură sau acoperite cu o membrană neresorbabilă sau resorbabilă și suturată.

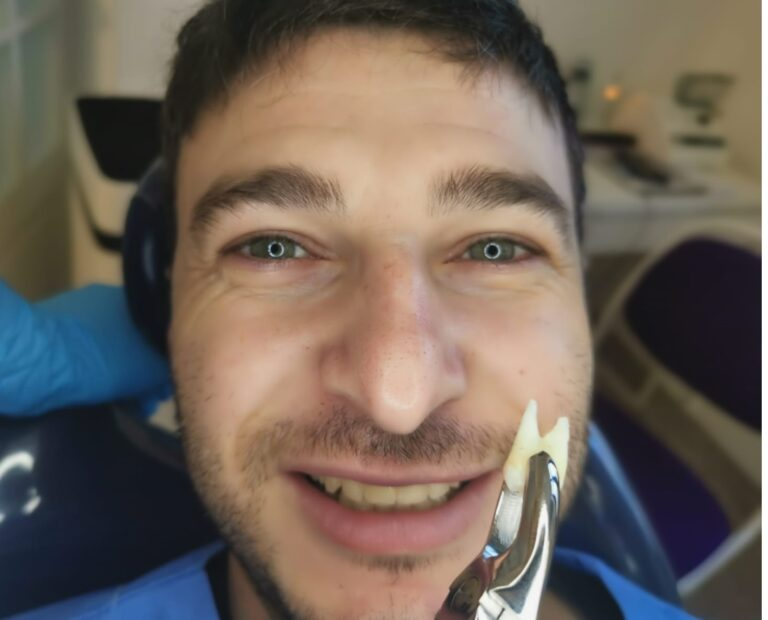

## Opțiuni de protezare a dinților lipsă
În urma extracției dentare, rămâne o breșă edentată. Alegerea soluției de tratament pentru acest spațiu este făcută de către medicul dentist și pacient pe baza mai multor factori.
| Opțiuni de tratament                         | Avantaje | Dezavantaje |
| Puntea dentară                               | Fixare de dinții vecini | De obicei, șlefuirea prin frezare este necesară pe unul sau ambii dinți vecini edentației în cazul unei punți convenționale (durată de viață medie de aproximativ 10 ani). Pregătirea conservatoare a unei punți (durată medie de viață aproximativ 5 ani) poate provoca daune minore dinților vecini. Tratament costisitor și complex, care nu este potrivit pentru toate situațiile, de exemplu, edentații mari în zona laterală. Osul alveolar se va resorbi în continuare și, în cele din urmă, poate apărea un spațiu sub punte. |
| Implant dentar                               | Fixat în osul maxilar. Menține osul alveolar, care astfel s-ar resorbi. De obiecei o soluție cu o durată de viață îndelungată. | Costisitor și complex, necesitând un specialist. Poate implica și alte proceduri, cum ar fi adiția osoasă. Relativ contraindicat la fumători. |
| Proteză                                      | De obicei, este un tratament ușor, simplu și realtiv ieftin comparativ cu un implant sau o punte. Nu este necesară șlefuirea altor dinți, în marea majoritate a cazurilor. Este mult mai facil să înlocuiești câțiva dinți cu o proteză decât să aplici mai multe punți sau implanturi. | Proteza nu este fixată în cavitatea orală. În timp, situația bolii parodontale poate evolua, asociată și cu o igienă orală deficitară și poate distruge țesuturile moi. Potențial să accelereze procesul de resorbție a osului alveolar comparativ cu neprotezarea prin această metodă. Poate avea o potențială toleranță deficitară la persoanele cu reflex de vomă accentuat, xerostomie, etc. |
| Fără tratament (neînlocuirea dinților lipsă) | Adesea aceasta este alegerea pacienților din cauza costului altui tratament sau a lipsei de motivație pentru alte tratamente. Face parte dintr-un plan de arcade dentare scurtat, care se învârte în jurul faptului că nu toți dinții sunt necesari pentru o masticație confortabilă și doar incisivii și premolarii trebuie păstrați pentru funcționarea normală. Aceasta este de obicei alegerea adoptată dacă motivul extracției dentare se datorează molarilor de minte incluși sau tratamentului ortodontic din cauza spațiului limitat. | Osul alveolar se va resorbi lent în timp, odată ce dintele a fost extras. Potențiale îngrijorări cu privire la funcția estetică. Rotația și înclinarea potențială a dinților vecini, către spațiul edentat în timp. |

## Istoria
Din punct de vedere istoric, extracțiile dentare au fost folosite pentru a trata o varietate de boli. Înainte de descoperirea antibioticelor, infecțiile cronice ale dinților erau adesea legate de o varietate de probleme de sănătate și, prin urmare, îndepărtarea unui dinte bolnav a fost un tratament comun pentru diferite afecțiuni medicale. Instrumentele folosite pentru extracțiile dentare datează de câteva secole. În secolul al XIV-lea, Guy de Chauliac a inventat pelicanul dentar, care a fost folosit până la sfârșitul secolului al XVIII-lea. Pelicanul a fost înlocuit cu cheia dentară care, la rândul ei, a fost înlocuită cu cleștele modern în secolul al XIX-lea. Deoarece extracțiile dentare pot varia enorm ca dificultate, în funcție de pacient și de dinte, există o mare varietate de instrumente pentru a aborda situații specifice. Rareori, extracția dinților a fost folosită ca metodă de tortură, de exemplu, pentru a obține mărturisiri forțate.
Până la începutul secolului al XX-lea în Europa, extracțiile dentare erau adesea realizate de stomatologi ambulanți în târgurile orașului. Uneori aveau muzicieni cu ei cântând suficient de tare pentru a acoperi strigătele de durere ale oamenilor cărora li se extrageau dinții. În 1880, în Pyrénées-Orientales (Franța), unul dintre acești stomatologi ambulanți a susținut că a extras 475 de dinți într-o oră.